# Dziękonie (gromada)
Dziękonie – dawna gromada, czyli najmniejsza jednostka podziału terytorialnego Polskiej Rzeczypospolitej Ludowej w latach 1954–1972.
Gromady, z gromadzkimi radami narodowymi (GRN) jako organami władzy najniższego stopnia na wsi, funkcjonowały od reformy reorganizującej administrację wiejską przeprowadzonej jesienią 1954 do momentu ich zniesienia z dniem 1 stycznia 1973, tym samym wypierając organizację gminną w latach 1954–1972.
Gromadę Dziękonie z siedzibą GRN w Dziękoniach utworzono – jako jedną z 8759 gromad – w powiecie monieckim w woj. białostockim, na mocy uchwały nr 19/V WRN w Białymstoku z dnia 4 października 1954. W skład jednostki weszły obszary dotychczasowych gromad Konopczyn i Rusaki ze zniesionej gminy Kalinówka, obszar dotychczasowej gromady Czekołdy ze zniesionej gminy Trzcianne, obszar dotychczasowej gromady Czechowizna i jezioro Czechowskie ze zniesionej gminy Krypno oraz miejscowości Dziękonie, Kuczyn i Magnuszy wyłączone z miasta Knyszyn, wszystkie jednostki w tymże powiecie. Dla gromady ustalono 12 członków gromadzkiej rady narodowej.
31 grudnia 1959 do gromady Dziękonie przyłączono wsie Przytulanka, Ciesze, Kołodzież, Znoski i Moniuszeczki z gromady Mońki.
1 stycznia 1969 do gromady Dziękonie przyłączono wsie Boguszewo, Lewonie i Zalesie ze zniesionej gromady Boguszewo.
1 stycznia 1972 z gromady Dziękonie wyłączono wieś Czechowizna włączając ją do nowo utworzonej gromady Knyszyn oraz część kolonii Boguszewo położoną na zachód od wsi
Boguszewo o obszarze 536 ha włączając ją do gromady Trzcianne, po czym gromadę Dziękonie zniesiono, włączając jej (pozostały) obszar do nowo utworzonej gromady Mońki.